# Caspar Commelijn
Caspar Commelijn o Caspar Commelin (Ámsterdam, 14 de octubre de 1668 - ibíd., 25 de diciembre de 1731) fue un botánico y micólogo neerlandés.

## Biografía
Era hijo de un librero, historiador y publicista, Casparus Commelijn y su primera mujer Margrieta Heydanus. Se enroló el 12 de septiembre de 1692, en Leiden como estudiante de Medicina; graduándose el 27 de febrero de 1694, con la defensa de su tesis De lumbricis («Acerca de las lombrices», Ludg. Bat. 1694). Luego de graduarse, se ubica en su ciudad natal. Cuando Peter Hotton parte para Leiden en 1696, Caspar fue designado en el puesto de botánico del Hortus Botanicus Amsterdam. Sucederá a su tío Jan Commelin (1629-1692), quien junto con Joan Huydecoper fundan el Hortus Botanicus Amsterdam.

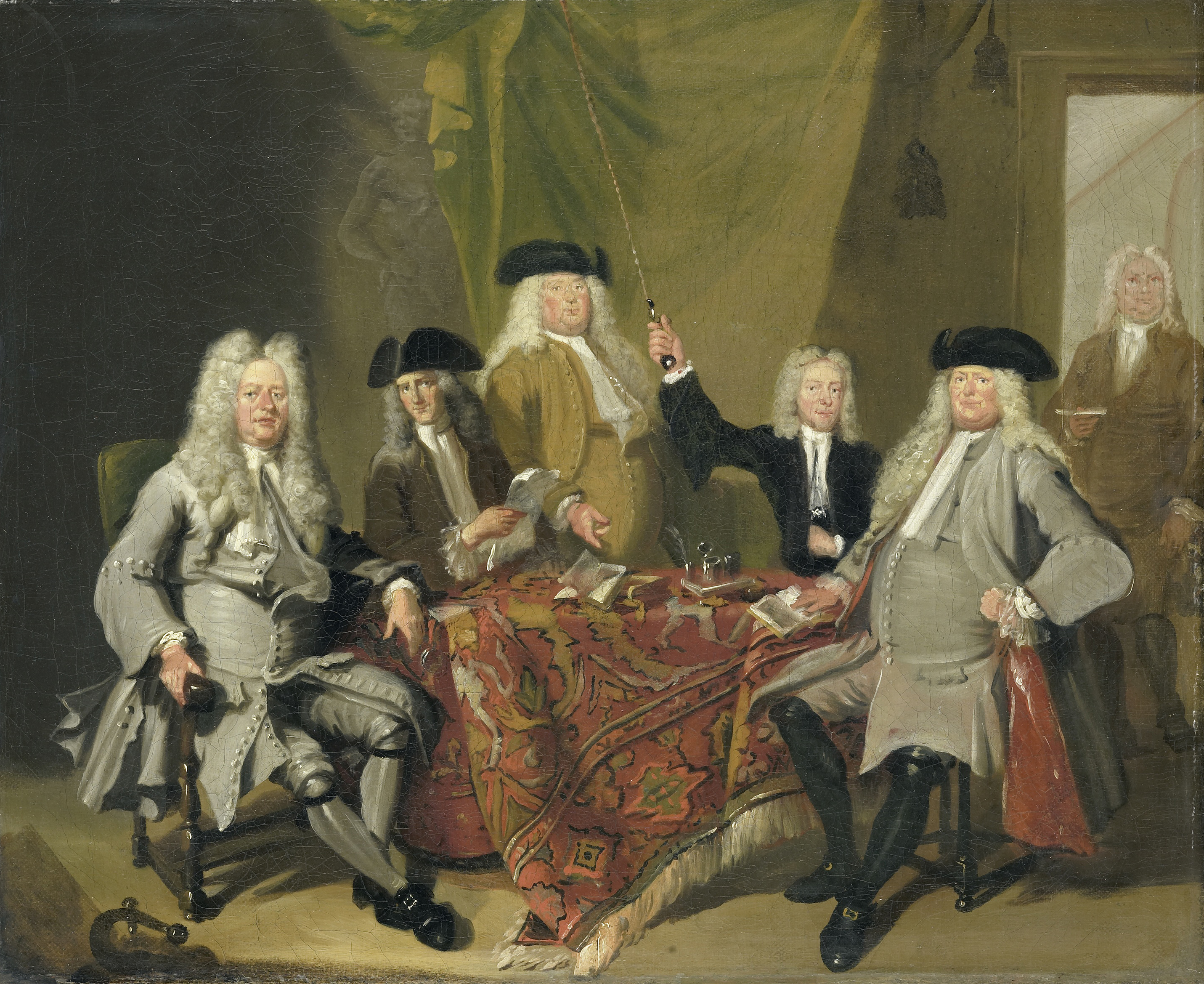
Inspectores del "Collegium Medicum" - 1724, por Cornelis Troost (de izq. a der.) Hendrik van Bronkhorst, Jeronimo de Bosch, Daniël van Buren, Martinus Haesbaert, Caspar Commelijn, Joost ter Pelkwijk

Caspar trabajó en libros que habían quedado incompletos por el deceso de su tío Jan Commelin, y con el apoyo de Nicolaes Witsen. Ruysch hizo arreglos para que en la ciudad de Ámsterdam se pudiera financiar la publicación. En 1703, publicó una obra sobre la sistemática de plantas raras exóticas. En 1706, será designado como profesor en la Athenaeum Illustre. Frederik Ruysch y Commelijn se dividen el trabajo, así Ruysch lo hace con las plantas indígenas, y Commelijn con las exóticas. Jan Commelin, basó su trabajo en el sistema taxonómico ideado por John Ray.
Commelin vivió en el vecindario de O.Z. Achterburgwal, y hasta su primer matrimonio, en el Singel y luego de su segundo en Keizersgracht, cerca de Leidsestraat. En 1724, Caspar Commelijn, mientras era inspector en el Collegium Medicum, tuvo su retrato pintado por Cornelis Troost. Hoy puede vérsela en el Amsterdams Historisch Museum. Para su deceso, fue sucedido por Johannes Burman.

## Obra
- Flora Malabarica sive Horti Malabarici catalogus exhibens omnium eiusdem Plantarum nomina, quae è variis, tum veteribus tum recentioribus Botanicis collegit, & in ordinen Alphabeticum digessit. Leiden, 1696
- Plantarum usualium horti medici Amstelodamensis Catalogus. Ámsterdam, 1698
- Praeludia Botanica ad Publicas Plantarum exoticarum demonstrationes, dicta in Horto Medico, cum demonstrationes exoticarum 3 Octobris 1701, & 29 Mai 1702. Leiden, 1703
- Horti medici Amstelaedamensis Plantae Rariores et Exoticae Ad vivum aeri incisae. Leiden, 1706
- Botano-Graphia a nominum barbarismis restituta, quam Florae-Malabaricae nomine celebrem, alphabetice ordinavit. Leiden, 1718
- Caspari Commelini Horti Medici Amstelaedamensis plantarum usualium catalogus. Ámsterdam, 1724

- La abreviatura «C.Commelijn» se emplea para indicar a Caspar Commelijn como autoridad en la descripción y clasificación científica de los vegetales.[1]